# وی‌شب
وی‌شب (به هلندی: Wezup) یک منطقهٔ مسکونی در هلند است که در کوفوردن واقع شده‌است. وی‌شب ۲۰۲ نفر جمعیت دارد.